# Sosibia medogensis
Sosibia medogensis är en insektsart som beskrevs av Chen, S.C. och Yun He He 2004. Sosibia medogensis ingår i släktet Sosibia och familjen Diapheromeridae. Inga underarter finns listade i Catalogue of Life.